# 肖盛峰
肖盛峰（1959年7月—），男，汉族，辽宁大连人，中华人民共和国政治人物。大连理工大学管理工程专业毕业，研究生学历、管理学博士。曾任中共大连市委副书记、市人民政府市长、大连市人大常委会主任。

## 生平
早年任共青团大连市委副书记，大连市金州区人民政府副区长、区长，大连经济技术开发区管委会副主任、党工委副书记，中共大连市金州区委书记，中共大连市委常委、市总工会主席，中共大连市委常委、秘书长等职务。2008年1月，任中共大连市委常委、大连市人民政府常务副市长。2010年9月，任中共大连市委常委、常务副市长、市金融工委书记，主要负责负责发展改革、计划、统计、人事编制、民生工作、社会保障、社会稳定、重大项目推进、审批制度改革、投资软环境建设、大型活动、双拥共建、民族宗教等工作。2013年1月9日，任政协大连市第十二届委员会主席。2014年12月29日，时任市长李万才辞去市长职务，肖盛峰出任大连市代市长。2015年1月18日，出任第六任大连市市长。2016年11月17日，当选中共大连市委副书记。2018年1月，改任市人大常委会主任。
2015年3月31日，辽宁省第十二届人大常委会第十六次会议补选为第十二届全国人民代表大会代表。后辞去第十二届全国政协委员。2018年2月24日，当选为第十三届全国人大代表。